# 王昭耀
王昭耀（1944年—），男，山东梁山人，中华人民共和国政治人物。

## 生平
王昭耀是山东省梁山县小路口镇人。1984年，担任宿县县委书记。1987年，任宿县地委书记。1989年，任阜阳地委书记。1993年，升任安徽省人民政府副省长。1998年，升任安徽省委副书记。后因贪污受贿罪，判处死缓。